# Heterarchia
Heterarchia to sieć elementów o tej samej pozycji w strukturze horyzontalnej, sile i władzy, posiadających wspólny cel. Heterarchia może być odrębna, lub też częścią składową układu hierarchicznego. Często, na danym stopniu hierarchii występuje układ heterarchiczny.